# Nazhūn bint al-Qalā'iyya
Nazhun al-Garnatiyya bint al-Qala'iyya (siglo XII) fue una cortesana y poetisa granadina.

## Biografía
Nazhun fue conocida por sus extravagantes versos, su aprendizaje y su baja condición social (posiblemente fue una esclava). Aunque ha llegado muy poco de su trabajo hasta nuestros días. Entre las poetisas medievales andalusíes, solo es superada por su contemporánea Hafsa bint al-Hajj al-Rakuniyya en la cantidad de su obra conservada; ella sobresale entre los poetas masculinos y aristócratas que la rodeaban por su ingeniosa invectiva. En palabras de Marga Segol "Como regla general, Nazhun representa a su cuerpo de forma que interrumpe las estrategias convencionales para el control de la expresión y de la sexualidad, y las protestas de la comercialización del cuerpo de las mujeres".
En la traducción de AJ Arberry, una de sus diversas réplicas se describe así:

## Ejemplo
Esta historia viene de El libro de las banderas de los campeones de Ibn Saʿid al-Magribī:
| [LXXXII] نزهون بنت القلاعيّ | LXXXII Nazhūn bint al-Qalāʿi. |
| --- | --- |
| لها نَوادِرُ مَشْهورة ؛ وهي الّتي قالت لابن قُزمان الزجّال ؛ وقد رأَتْهُ بِغِفارة صفراء : "أَصْبَحْتَ كبَقَرةِ بَني إِسرائيل ، ولكنْ لا تَسُرُّ النََّاظرين"، | Suyos son muchos célebres rasgos de ingenio, y ella es la que dijo a Ibn Quzmān, el de los zéles, al verle cubierto con una capa amarilla: "Pareces la vaca de los israelitas, sólo que tú no rogocijas a los que te miran."                                                      |
| وأخبرني والدي أَنّ الكُتنديّ الشاعر دخل يوماً على المَخْزُوميّ الأَعْمى وهي تَقْرأُ عليه ، فقال له: أجزْ                                      | Mi padre me contó que al-Kutandī, el poeta, entró un día a ver a al-Majzūmī el ciego, a la sazón en que Nazhūn estaba dando lección con él; y dijo al-Kutandī al ciego: Termina este verso [kāmil]:                                                                               |
| لَو كُنْتَ تُبْصِرُ مَنْ تُكَلِّمُهُ | [156] Si pudieses ver a la persona con quien estás hablando... |
| فأطاَل الفِكر فلم يأت بشيءٍ ، فقالت                                                                                               | El ciego estuvo pensando largo rato sin atinar a completarlo, y entonces Nazhūn lo continuó de este modo: |
| لَغَدَوْتَ أَخْرَسَ مِن خَلاخِلِهِ البَحْرُ يَطْلُعُ في أَزِرَّتِهِ * وَالغُصْنُ يَمْرَحُ في غَلَائِلْهِ                                                               | ... te quedarías mudo al ver la belleza de las ajorcas que adornan sus tobillos. La luna de su rostro aparece entre sus velos; la rama de su cuerpo se lozanea entre sús túnicas.                                                                                                 |
| وكتبَ لها أَبو بكر بنُ سَعيد صاحِبُ أَعْمال غَرْنَاطة وهو عَمّ جَدّ المَمْلُوك                                                                   | Abū Bakr ibn Saʿīd, visir de Granada, tío del abuelo del autor de este libro, escribió a Nazhūn estos versos [muŷatt]: |
| يا مَنْ لَهُ ألفُ شَخْصٍ * مِنْ عاشِقٍ وعشيقِْ أَراكَ خلّيتَ للِنَّا....... * ....سِ سَدََّ ذاكِ الطّريقِْ                                                   | [157] ¡Oh, tú que tienes un millar de enamorados y de amantes! Veo que has dejado ese camino libre para todo el mundo. |
| فأجابتْه | Y ella le respondió ṭawīl: |
| حَلْلتَ أَنا بكْرٍ مَحلًّاً مَنَعتُه * سِواكَ وهلْ غَيْرُ الحبيبِ لَهُ صَدْرِي وإن كانَ لِي كمْ من حَبيبٍ فإنَّما * يُقَدِّمُ أَهْلُ الحَقِّ فَضْلَ أَبي بَكْرِ                  | [158] Tú ocupas, Abū Bakr, un lugar en mi corazón que a todos los demás he negado, porque ¿acaso he de abrir mi pecho a quien no sea amigo? Aun cuando tuviera tantos amantes como dices, ya sabes que los buenos musulmanes ponen siempre en primer lugar la gloria de Abū Bakr. |

## Ediciones y traducciones
- Teresa Garulo, Dīwān de Los poetas de Al-Andalus (Ediciones Hiperión, 1986), 110 ss.

## Otras lecturas
- Ben Mohamed, Alfonso Ali, ‘Nazhūn Bint al-Qilā‘ı̄’, Studi Magrebini, 18 (1986), pp. 61–68.
- Hammond, Marlé, 'He said "She said": Narrations of Women's Verse in Classical Arabic Literature. A Case Study: Nazhuūn's Hijā’ of Abū Bakr al-Makhzūmī', Middle Eastern Literatures, 6:1 (2003), 3-18 doi 10.1080/14752620306884
- Schippers, Arie, 'The Role of Women in Medieval Andalusian Arabic Story-Telling', in Verse and the Fair Sex: Studies in Arabic Poetry and in the Representation of Women in Arabic Literature. A Collection of Papers Presented at the Fifteenth Congress of the Union Européenne des Arabisants et des Islamisants (Utrecht/Driebergen, September 13–19, 1990), ed. Frederick de Jong (Utrecht: Publications of the M. Th. Houstma Stichting, 1993), pp. 139–51 http://dare.uva.nl/document/184872.
- Velázquez Basanta, F. N., 'Nazhūn bint al-Qulayʿī', Biblioteca de al-Andalus: encyclopedia de la cultura andalusí, 8 vols (Almería: Fundación Ibn Tufayl de estudios árabes, 2012), VI 615a–620b
- Viñes Millet, Cristina, 'Nazhun Bini al-Qala I al-Garnatiyya (ss. XI-XII)', Figuras granadinas (Sierra Nevada, 1996), 30-33 ISBN 8489016054

- Datos: Q12248344